# Rasz Mohammed Nemzeti Park
A Rasz Mohammed Nemzeti Park Egyiptom első nemzeti parkja, amely a Sínai-félsziget déli részén terül el. A nemzeti park területén szárazföldi és vízi élőhelyek is megtalálhatóak.
A nemzeti park 2002 óta a világörökség javaslati listáján szerepel.

## Története
A Vörös tenger korallzátonyainak gazdag élővilága évről évre egyre nagyobb számú búvár turistát vonzott ide.
A búvárhajók növekvő forgalma egyre nagyobb fenyegetést jelentett a korallzátonyokra, mert a ’90-es években a búvárok kényelme érdekében próbáltak a zátonyokhoz minél közelebb horgonyozni. Minden egyes horgony felhúzással korall tömböket törtek, szakítottak ki.
A látogatók nagy számának következtében a korallzátonyok sérülékeny ökoszisztémája helyenként megbomlott és az ezernyi színes korall és hal helyett ma csak szürke vázakat találunk. Ilyen a Dahabtól észak-északkeletre található Kék lyuk (Blue hole) (Sharm el Sheiktől 150 Km-re ÉÉK) korallzátonya, mely a látogatók taposásának, természeti terhelésének következtében csaknem teljesen elvesztette korall alapú élővilágát.
Az egyiptomi kormányzat felismerte, hogy az egyre fokozódó turizmus nem csak egyre magasabb bevételeket jelent az ország számára, hanem visszafordíthatatlan károsodásokat okozhat az egyedülálló tengeri élővilágban. 1983-ban megalkották az 1983/102 számú törvényt, mely az ország természeti kincseinek védelmét törvényi erővel lehetővé tette. E törvényt követve alapították meg Egyiptom első nemzeti parkját, kezdetben 97 km² alapterülettel, melyet később kiterjesztettek a vízi élővilágra is és megnövelték területét így érte el a mai 480  km²-t.
A törvény megalkotását követően a búvárhajók számára fix horgonyzási lehetőségeket alakítottak ki, eleinte csak a nemzeti park területén, később a Vörös-tenger frekventáltan látogatott merülő helyein is. A Rasz Mohammed Nemzeti Parkban csak speciális jogosítással rendelkező búvárvezetővel engedélyezett a merülés.
A sznorkelenzni vágyók részére úszó ponton mólókat telepitettek a korall zátonyok fölé, a partról csak ezeken keresztül lehet megközelíteni a nyílt vizet.
Az arab országban a törvény következetes alkalmazásának eredményeként a határátlépő helyeken komoly pénzbüntetésre számíthat, aki a tengeri élővilág élő- vagy élettelen példányát próbálja kijuttatni az országból.

## A nemzeti park általános természetföldrajzi jellemzői
A nemzeti park a Sínai-félsziget legdélebbi pontján található, Sarm el-Sejh városától délnyugati irányban 25 Km-re.
A Rasz Mohammed Nemzeti Park 480  km² területen terül el, ebből 135 km² szárazföld, és 345  km² tengeri, vizes élőhely.
A félszigeten látványos, földrengések alakította hasadékok találhatóak amiket megtöltött a tengervíz. A szárazföldi terület jellemzően sivatagos, melyhez két sziget is tartozik: Tírán 6 km-re nyugatra, és Szanáfír.
A tengeri védett terület geográfiájának érdekessége a déli irányban, a felszínről több mint 800 méterig lebukó víz alatti szakadék az Akabai öböl és Szuezi öböl találkozásánál. A két víztömeg találkozása és a nagy mélység igen magas tápanyagforrást biztosít az itt megtelepedett élővilágnak.
A tengeri terület korallzátonya a felszín alatt fél- 1 métertől kb. 30-50 méterig terjed, itt él a területen fellelhető fajok 99%-a. Szélessége a nyugati parton eléri a 8-9 km-t.

## A nemzeti park élővilága
A Rasz Mohammed nemzeti parkban található egy kb. 1 ha területű mangrove erdő a Titkos öböl (Hidden bay) partján. A 135 km² szárazföldi terület pihenő helyet nyújt a vonuló madarak számára, megfigyelhető számos gém faj, fehér gólya (Ciconia ciconia) és az emlősök közül a sivatagi róka (Vulpes zerda) is.
A nemzeti park tengeri élővilága a tápanyagban gazdag víznek köszönhetően igen gazdag: több mint 1000 hal-, 220 féle korall-, melyből 120 puha korall-, 40 tengeri csillag-, 25 tengeri sün-, 150 rákfaj található. Ezek mellett előfordulnak a vörös tenger teknős fajai is.

## Időjárás
A Rasz Mohammed Nemzeti Park éghajlata igen száraz, csapadék csak a téli hónapokban fordul elő, akkor is csak kis mennyiségben. A nyári hőmérséklet +40°C és +27°C között változik. A tél enyhe, nappali átlaghőmérséklete +23°C, a leghidegebb napokon akár +14°C- ra is zuhanhat.

## A nemzeti park működése
A park megközelíthető szárazföldön és vízen egyaránt. A tengeri megközelítés a Sharm el Sheik felől napi túrákra induló, vagy a hosszabb (hetes) túrán közlekedő ’szafari’ hajókkal lehetséges. A kiépített horgonyzó helyeket igénybe venni egyéb hajók részére csak külön nemzeti parki engedéllyel lehetséges, és minden más fajta horgonyzás tilos. A park kb. 5 USD/fő  belépődíját a hajón, a hajó személyzeténél, illetve szárazföldi belépés esetén a monumentális kapunál kell megfizetni.
A nemzeti park szárazföldön szervezett túrával, vagy egyénileg is látogatható. Kijelölt helyen a kempingezés is megengedett, és természetesen lehetőség van a tengeri élővilág megtekintésére is készülék nélküli búvárkodás keretein belül a kijelölt helyeken.
A területen három, a látogatók elől elzárt, fokozottan védett rész található, ahol kizárólag a park obszervatóriuma végezhet tudományos vizsgálatokat.

## Környezet
A Rasz Mohammed Nemzeti Park nyugati határánál található egy másik nagyon kedvelt merülő hely, a második világháború során elsüllyesztett (1941. október 6.) SS Thistlegorm nevű szállítóhajó roncsa. A hajó az Egyiptomban állomásozó szövetségeseknek szállított gépjármű-, ruházati-, és egyéb ellátmányt. A roncs különlegessége továbbá, hogy Yves-Jacques Cousteau a ‘The living sea’ című filmjéhez végzett kutatás során találtak a roncsra 1955-ben, majd a felfedezés és a hajó pontos koordinátái feledésbe merültek, és nem is találták meg a roncsot 1990-ig. A 27 méterrel a felszín alatt található 128 m hosszú hajó kiemelt idegenforgalmi látványosság.
1. ↑  Rasz Mohammed
2. ↑   (2018. június 12.) „SS Thistlegorm” (angol nyelven). Wikipedia.